# Krka, Slovenien

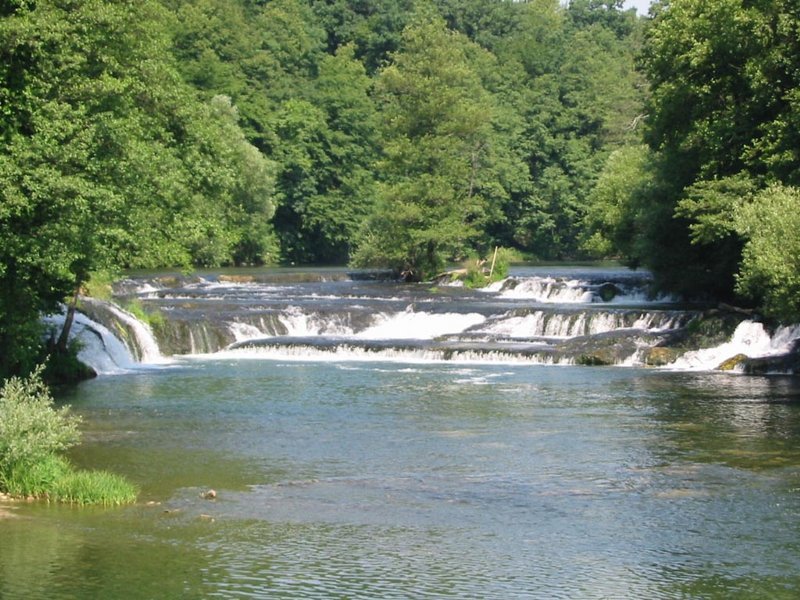
Krka nära Žužemberk.

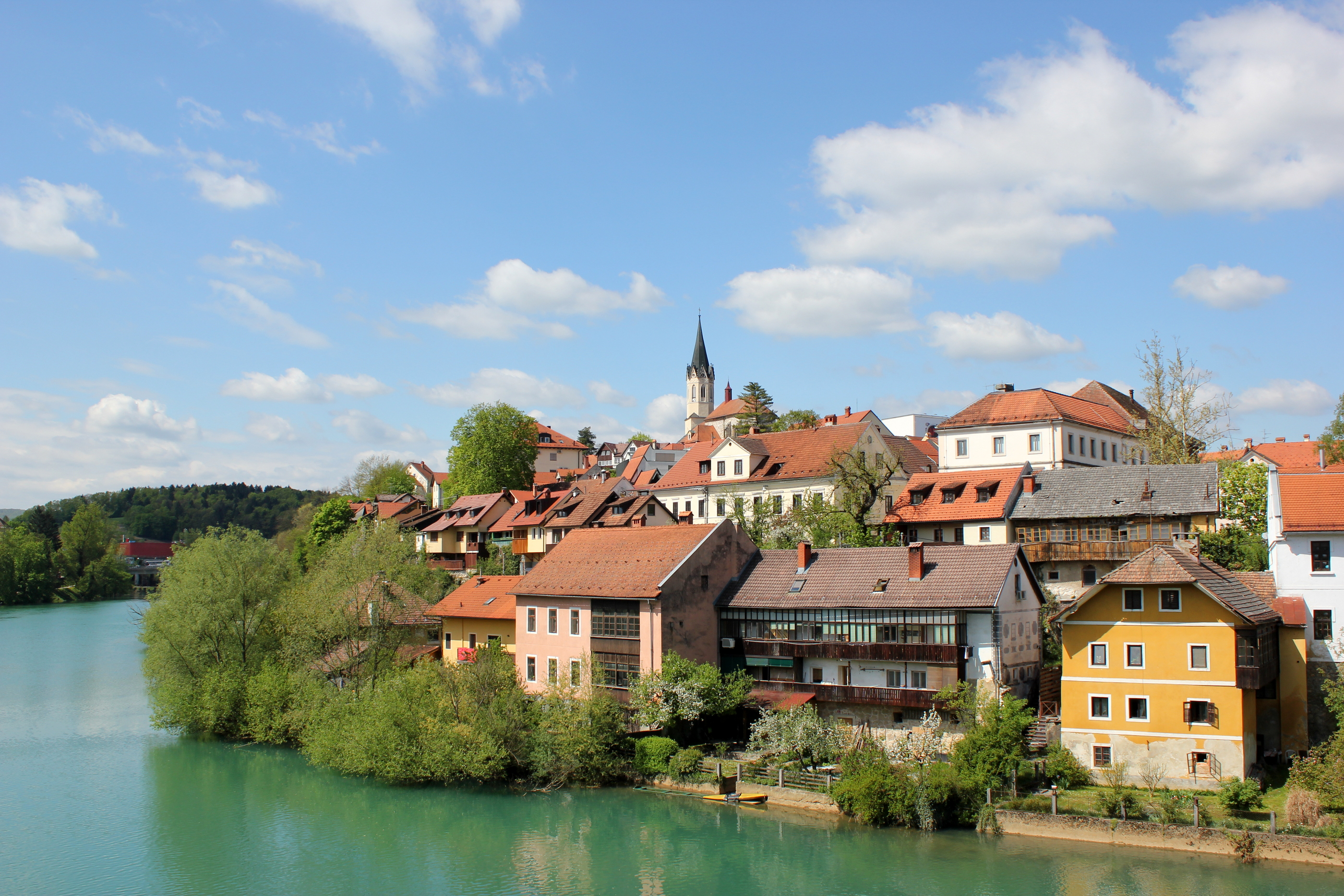
Floden vid Novo Mesto.

Krka (tyska: Gurk, latin: Corcoras) är en flod i sydöstra Slovenien i den traditionella regionen Nedre Krain. Floden är en biflod till Sava. Med en längd på 95 km är det den andra längsta floden som flyter i Slovenien efter Savinja. Floden har sin källa i kommunen Ivančna Gorica.
Namnet Krka fanns i skriftliga källor år 799 som Corca (och som Gurke år 1025, och som Gurka fluvio år 1249). Det slovenska namnet kommer från det slaviska Kъrka, som baseras på det romanska namnet Corcra eller Corca som i sin tur kommer från Corcora. Många floder hade detta namn eller ett liknande under antiken. Namnet antas vara av ett tidig-romanskt ursprung och baseras på onomatopoetikon.